# Seznam ministrů pro evropské záležitosti České republiky
Seznam ministrů pro evropské záležitosti České republiky představuje chronologický přehled ministrů vlády České republiky, kteří byli při svém jmenování do vlády pověření vedením útvaru pro evropské záležitosti na Úřadu vlády.
Ministr sídlí při Úřadu vlády ČR bez aparátu ministerstva a je tak ministrem bez portfeje. Existence a název funkce ministra pro evropské záležitosti nejsou zakotveny v žádném obecně závazném právním předpise, žádný předpis však ani nebrání, aby jí byl některý z ministrů pověřen.
Speciální útvar pro evropské záležitosti vznikl na Úřadu vlády ČR v souvislosti s půlročním předsednictvím ČR v Radě Evropské unie v 1. polovině roku 2009 a přípravě na ně. Po skončení tohoto předsednictví vznikl politický spor, zda a v jaké formě má útvar zůstat zachován.

## Seznam ministrů
| Pořadí             | Portrét            | Ministr                               | Funkční období     | Funkční období     | Funkční období | Strana | Strana              | Vláda         |
| Pořadí             | Portrét            | Ministr                               | Nástup do úřadu    | Opuštění úřadu     | Dny v úřadu    | Strana | Strana              | Vláda         |
| ------------------ | ------------------ | ------------------------------------- | ------------------ | ------------------ | -------------- | ------ | ------------------- | ------------- |
| 1.                 |                    | Alexandr Vondra (místopředseda vlády) | 9. ledna 2007      | 8. května 2009     | 850            |        | ODS                 | Topolánek II. |
| 2.                 |                    | Štefan Füle                           | 8. května 2009     | 30. listopadu 2009 | 206            |        | nestraník nom. ČSSD | Fischer       |
| 3.                 |                    | Juraj Chmiel                          | 30. listopadu 2009 | 13. července 2010  | 225            |        | nestraník nom. ODS  | Fischer       |
| Funkce nevyužívána | Funkce nevyužívána | Funkce nevyužívána                    | 2010–2021          | 2010–2021          | 2010–2021      |        |                     |               |
| 4.                 |                    | Mikuláš Bek                           | 17. prosince 2021  | 4. května 2023     | 503            |        | STAN                | Fiala         |
| 5.                 | Martin Dvořák      | Martin Dvořák                         | 4. května 2023     | úřadující          | 659            |        | STAN                | Fiala         |

### Pozice v Nečasově vládě
Při jmenování vlády Petra Nečase nebyl do funkce ministra pro evropské záležitosti nikdo předsedou vlády navržen ani prezidentem jmenován. Sekci tak řídil vedoucí Úřadu vlády prostřednictvím svých podřízených a za výkon své funkce byl odpovědný vládě a předsedovi vlády. Není-li jmenován ministr pro evropské záležitosti, tato agenda spadá do působnosti ministra zahraničí. Spojení zahraničních záležitostí pod jednoho ministra při jednáních o vládě Petra Nečase prosazovala TOP 09, která si nárokovala a poté získala post ministra zahraničí. Předseda vlády Petr Nečas později usiloval o zřízení funkce státního tajemníka pro EU při Úřadu vlády ČR, což však předseda TOP 09 a ministr zahraničí Karel Schwarzenberg odmítal. Sloučení útvarů zdůvodňoval Schwarzenberg jednak úsporami, jednak odstraněním zbytečné rivality dvou útvarů, jejichž působnost se prolíná, později argumentoval i tím, že nechce bez jediného rozumného důvodu předávat kompetence svého ministerstva Úřadu vlády. Podle Petra Nečase existence útvaru Úřadu vlády ČR pro koordinaci evropské politiky, podřízeného předsedovi vlády, vyplývá z koaliční smlouvy a programového prohlášení vlády, v němž se koalice zavázala postavení takového útvaru upravit kompetenčním zákonem.

## Struktura
Úřední aparát ministra pro evropské záležitosti byl v rámci Úřadu vlády ČR uspořádán takto:
- Kabinet ministra pro evropské záležitosti
- Sekce pro evropské záležitosti
  - Odbor koordinace evropských politik
  - Odbor koncepční a institucionální
  - Odbor informování o evropských záležitostech